# 刘晓洁
刘晓洁（1983年10月1日—），辽宁省辽阳市人，毕业于南京艺术学院影视系，是一位中国大陆女演员。2004年，参演佟大为主演的都市爱情剧《第一次亲密接触》开启演员生涯。2007年，主演科幻喜剧《糊涂小天使》。2009年，参演古装奇幻剧《仙剑奇侠传三》。2010年开始，她先后出演由刘猛执导的《我是特种兵》、《我是特种兵之利刃出鞘》、《特种兵之火凤凰》等特种兵系列电视剧，因叶寸心而为观众所熟知。2016年4月，其主演的抗战剧《终极使命》在辽宁卫视经济频道播出。

## 参演作品

### 电视剧
| 年份   | 电视剧                   | 角色         |
| 2004年 | 《第一次亲密接触》       | 白玫瑰       |
| 2005年 | 《风雨西关》             | 小桃红、麦琪 |
| 2005年 | 《羊城暗哨》             | 连舒娇       |
| 2006年 | 《狼烟》                 | 美林娜       |
| 2006年 | 《少年杨家将》           | 小琳         |
| 2006年 | 《上将许世友》           | 吴雯雯       |
| 2007年 | 《聊斋奇女子》           | 葛良工       |
| 2007年 | 《沧海英雄》             | 蒋小青       |
| 2007年 | 《糊涂小天使》           | 仙仙         |
| 2009年 | 《狙击生死线》           | 安露         |
| 2009年 | 《仙剑奇侠传三》         | 万玉枝       |
| 2010年 | 《冰是睡着的水》         | 陈点点       |
| 2011年 | 《我是特种兵》           | 林影         |
| 2011年 | 《换女成凤》             | 王真真       |
| 2011年 | 《在线爱》(網絡劇)       | 孙杰         |
| 2011年 | 《狭路兄弟》             | 张慧芳       |
| 2012年 | 《非凡英雄》             | 慕容清       |
| 2012年 | 《我是特种兵之利刃出鞘》 | 林晓晓       |
| 2013年 | 《特种兵之火凤凰》       | 叶寸心       |
| 2015年 | 《激战》                 | 沈雁         |
| 2015年 | 《特警力量》             | 王小雅       |
| 2015年 | 《我是机器人》           | 龙女         |
| 2015年 | 《云水怒》               | 和美佳代子   |
| 2016年 | 《终极使命》             | 姚珂         |
| 2016年 | 《我的辣妹保镖》(網絡劇) | (客串)       |
| 2017年 | 《热血军旗》             | 杨开慧       |
| 2017年 | 《追踪者》               | 王韵婷       |
| 2018年 | 《向前一步是幸福》       | 孙小欧       |
| 2020年 | 《黑白禁区》             | 杨晓蕾       |
| 2021年 | 《爱上特种兵》           | 陈梦珍       |
| 2021年 | 《王牌部隊》             | 赵红樱       |
| 2022年 | 《山河月明》(2018年拍攝) | 常妃         |
| 2022年 | 《罚罪》(網絡劇)         | 郭老師       |

### 电影
| 年份   | 名称             | 角色       |
| 2004年 | 《求求你表扬我》 | 小洁       |
| 2007年 | 《青青的初恋》   | 青青       |
| 2008年 | 《生死诺言》     | 刘绍安之妻 |